# Andorre aux Jeux olympiques d'été de 1992
L'Andorre participe aux Jeux olympiques d'été de 1992 à Barcelone. Sa délégation est composée de 8 sportifs répartis en 5 sports et son porte-drapeau est Maggy Moreno. Au terme des Olympiades, la nation n'est pas à proprement classée puisqu'elle ne remporte aucune médaille.

## Liste des médaillés andorrans
Aucun athlète andorran ne remporte de médaille durant ces JO.

## Engagés andorrans par sport

### Athlétisme
- Maggy Moreno

### Cyclisme
- Juan González
- Emili Pérez
- Xavier Pérez

### Judo
- Antoni Molne

### Tir
- Joan Besoli

### Voile
- David Ramón
- Oscar Ramón